# Belägringen i Waco

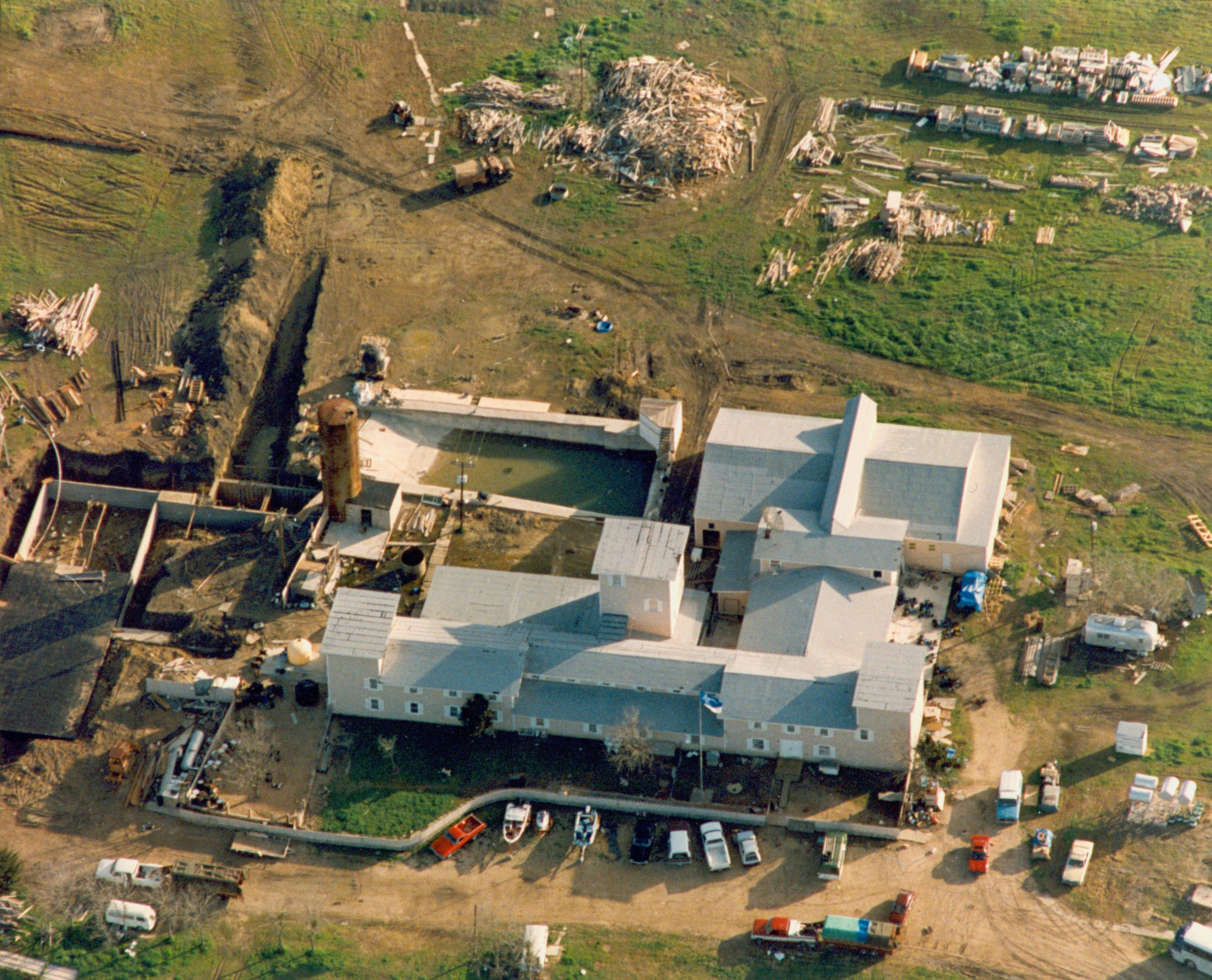
Mount Carmel Center under belägringen.

Belägringen i Waco inleddes den 28 februari 1993 och slutade våldsamt 50 dagar senare den 19 april. Belägringen inleddes när USA:s Bureau of Alcohol, Tobacco and Firearms (ATF), tillsammans med flera medlemmar från media försökte genomföra en husrannsakan på Davidianernas ranch vid Mount Carmel, ett byggnadskomplex beläget i Elk, 14 kilometer ost-nordost om Waco i Texas. Misstankar om att gruppen lagrade illegala vapen ledde till att ATF erhöll en husrannsakan för komplexet samt arresteringsorder för sektens ledare David Koresh och flera av gruppens medlemmar.  Den 28 februari, kort efter försöket att delge husrannsakan, utbröt en intensiv eldstrid som varade i nästan två timmar. I denna eldstrid dödades fyra agenter och sex davidianer. 
Efter ATF:s misslyckande försök att verkställa husrannsakan påbörjades en belägring initierad av Federal Bureau of Investigation (FBI). Belägringen slutade 50 dagar senare när en brand förstörde byggnadskomplexet då ett andra anfall inleddes. 76 personer dog i branden, varav mer än 20 barn, två gravida kvinnor och sektens ledare David Koresh.